# Massimo Rocchi

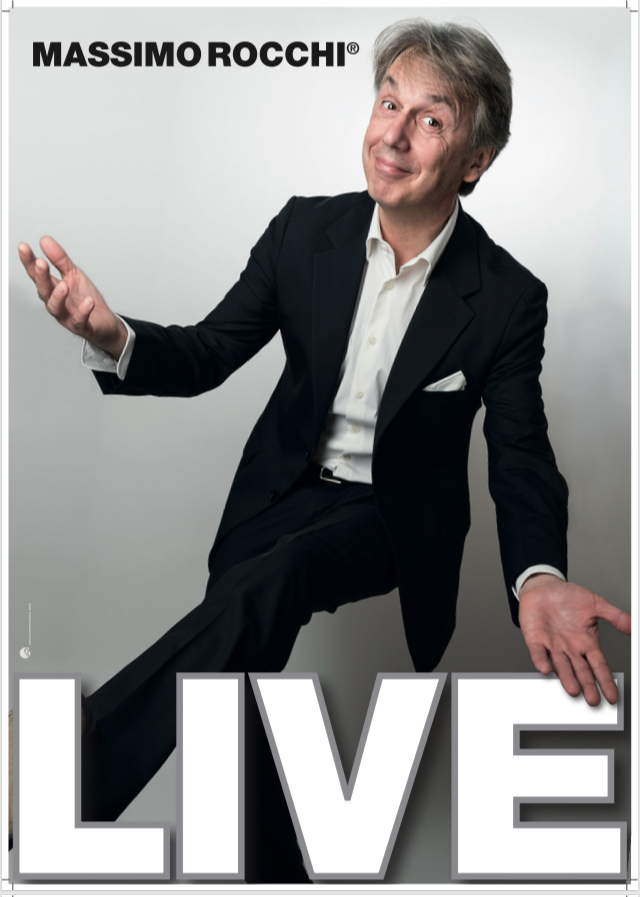
Massimo Rocchi (2019)

Massimo Rocchi (* 11. März 1957 in Cesena, Italien) ist ein italienisch-schweizerischer Komiker.

## Leben und Wirken
Nach seinem Abitur am Gymnasium Vincenzo Monti in Cesena (1976) studierte Rocchi Theaterwissenschaften an der Universität Bologna. 1978 nahm er im französischen Boulogne-Billancourt bei Étienne Decroux am Unterricht Mime-Corporel teil. In den darauffolgenden drei Jahren besuchte er die École Internationale Marcel Marceau, wo er 1982 das Abschlussdiplom erhielt. Er schrieb Theaterproduktionen wie Spiagge Italiane, Facsimile, auä, Circo Massimo und rocCHipedia. 2003 war er in der Titelrolle im Jubiläumsprogramm des Schweizer Circus Knie «jetzt oder Knie» während des ganzen Jahres zu sehen. 2012 gab er sein Debüt als Opera-buffa-Regisseur im Theater Basel mit Joseph Haydns «Lo speziale» 2012 und Gaetano Donizettis «Don Pasquale» 2014. Anlässlich des Dies academicus 2011 der Universität Freiburg (Schweiz) verlieh ihm die Philosophische Fakultät die Ehrendoktorwürde.
Seine ersten Programme waren rein pantomimisch, bevor er sich zum sprechenden Pantomimen und zum Sprachakrobaten entwickelte. Immer noch spielt er nicht nur mit der Sprache, sondern beherrscht auch die Körpersprache. Massimo Rocchi karikiert in seinen Bühnenshows gerne Kulturarchetypen sowie sprachliche Eigenheiten und Absurditäten. Er benutzt dabei Deutsch (Standardsprache und Schweizer Dialekt), Französisch, Spanisch und Italienisch; oft wechselt er die Sprache innerhalb eines Programms.
2013 wurde Massimo Rocchi von Musiker David Klein wegen Verletzung der Schweizer Rassismus-Strafnorm angezeigt. In der Diskussionssendung Sternstunde Philosophie des Schweizer Fernsehens wurde Rocchi von Moderator Juri Steiner zum Begriff «Lustgewinn» aus dem Buch «Der Witz und seine Beziehung zum Unbewussten» des (jüdischen) Psychoanalytikers Sigmund Freud befragt. Rocchi habe mit dem antisemitischen Stereotyp des geldgierigen Juden geantwortet: «Das ist also bei Freud sehr nah – ich entschuldige mich, aber ich sage das – an jüdischen Humor gibt es immer Zinsen, die (man) verdienen will. Der Jude macht oft Humor, um zu zeigen, dass er Jude ist und dass er Humor hat und dass er nahe bei Gott ist.» Rolf Bossart schrieb dazu in der linken WOZ: «Besser als Massimo Rocchi kann man nicht ausplaudern, worin das Spezifische im heutigen Antisemitismus besteht.» Das Verfahren wurde im Februar 2019 von Staatsanwalt Jürg Boll eingestellt. Massimo Rocchi habe sich im Schweizer Fernsehen nicht antisemitisch geäussert.
Rocchi lebt in Basel.

## Produktionen
- 1986: Spiagge Italiane
- 1989: Mamma Mia
- 1990: Plages italiennes
- 1991: Das Orakel in der Wüste
- 1993: Massimo & Rocchi
- 1994: äuä
- 1997: je viens de partir
- 1999: Adele!
- 2001: Circo Massimo (Fassung für Deutschland und Österreich)
- 2003: jetzt oder Knie (Jubiläumstour 200 Jahren Familien Knie mit dem Schweizer National Circus)
- 2005: Circo Massimo (Schweizer Fassung)
- 2009: rocCHipedia
- 2015: EUä
- 2017: 6zig
- 2018: Staunen im Wintergarten Varieté, Berlin, Deutschland
- 2019: Life
- 2020: Carte Blanche

## Auszeichnungen
- 1988: 1. Preis beim Wettbewerb Professione comico in Venedig, Italien
- 1990: 1. Preis beim Festival Européen d’Humour in Saint-Gervais-les-Bains, Frankreich
- 1991: 1. Preis beim Festival International in Cannes, Frankreich
- 1993: 1. Preis beim Festival du Théâtre Comique in Lyon, Frankreich
- 1996: Salzburger Stier in Salzburg, Österreich
- 1997: Prix Walo in Zürich, Schweiz
- 1998: Deutscher Kleinkunstpreis in Mainz, Deutschland
- 1998: Kleinkunstpreis Wilhelmshavener Knurrhahn in Wilhelmshaven, Deutschland
- 1999: Paul Haupt Preis in Bern, Schweiz
- 2005: SwissAward, Kategorie Showbusiness in Zürich, Schweiz
- 2007: Schweizer Kabarett-Preis Cornichon in Olten, Schweiz
- 2008: Schweizer KleinKunstPreis in Thun, Schweiz
- 2013: AZ Medien Kulturpreis in Baden, Schweiz